# Eridontomerus
Eridontomerus is een geslacht van vliesvleugeligen uit de familie Torymidae. De wetenschappelijke naam van dit geslacht is voor het eerst geldig gepubliceerd in 1907 door Crawford.

## Soorten
Het geslacht Eridontomerus omvat de volgende soorten:
- Eridontomerus algiricus Erdös, 1964
- Eridontomerus arrabonicus Erdös, 1954
- Eridontomerus biroi Ruschka, 1923
- Eridontomerus bouceki Zerova & Seregina, 1991
- Eridontomerus cyaneus Jansta & Boucek, 2006
- Eridontomerus fulviventris Erdös, 1954
- Eridontomerus isosomatis (Riley, 1882)
- Eridontomerus laticornis (Förster, 1859)
- Eridontomerus occultus Szelényi, 1973
- Eridontomerus rufipes Erdös, 1954
- Eridontomerus sapphyrinus Zerova & Seryogina, 1999
- Eridontomerus syrphi (Förster, 1859)